# Primera escola romanesa

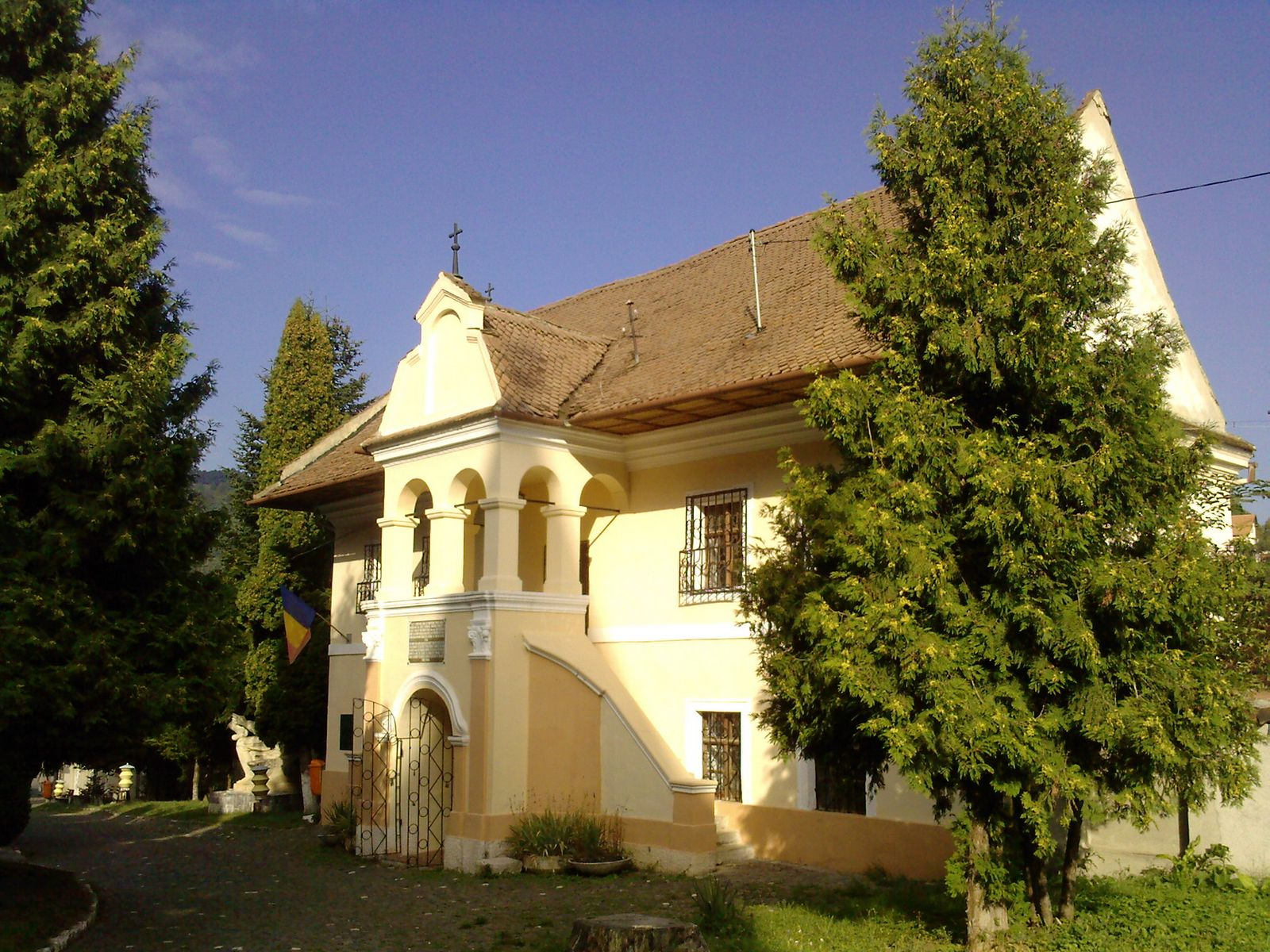
La primera escola romanesa a Șcheii Brașovului

La primera escola romanesa (en romanès: Prima școală românească) es troba als terrenys de l'església de Sant Nicolau del segle xvi, ella mateixa situada al districte històric de Șcheii Brașovului, a l'actual Brașov (Romania). Aquesta és la primera escola del territori de l'actual Romania on s'utilitzava la llengua romanesa a l'ensenyament (el 1583; fins aleshores, els romanesos utilitzaven l'eslau eclesiàstic a l'educació).

## Història
L'edifici va ser erigit l'any 1495, en un lloc que aleshores formava part del Regne d'Hongria, però segons l'investigador Vasile Oltean, l'escola havia començat a funcionar abans del segle XV. Les primeres classes de llengua romanesa es van fer l'any 1583. Va ser reconstruït l'any 1597.
La procedència dels alumnes era variada i, essent l'única escola romanesa d'aquesta regió de Transsilvània, la gent venia de lluny. Cada poble pagava perquè un alumne assistís a l'escola, per tal d'aprendre a ensenyar en tornar i compartir la seva educació. Al llarg del temps, un total de 1.730 alumnes van assistir a l'escola; tanmateix n'hi havia com a màxim 110 en un moment donat.

## Museu

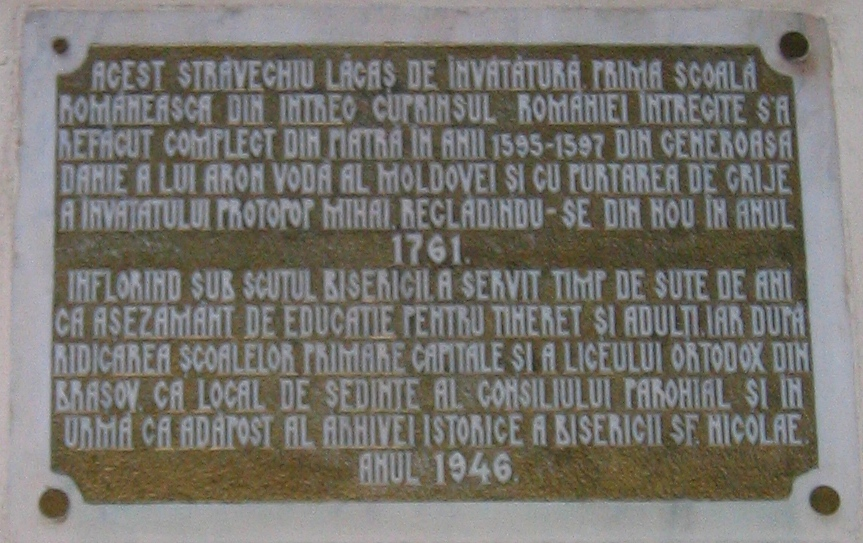
Placa sobre l'entrada de l'escola

L'escola va romandre en ús fins al 1850, quan es va obrir el Col·legi Andrei Șaguna. Les col·leccions d'objectes arcaics i originals es van reunir a partir de 1933 i es van organitzar per primera vegada en un museu l'any 1964. Conté una varietat de primers llibres eslaus i romanesos, la primera Bíblia romanesa i el que es pot descriure de manera general com la primera revista escolar. La biblioteca conté sis mil llibres que s'utilitzaven a l'escola.
El museu també conté la primera impremta romanesa. Aquesta impremta només va fer 39 llibres, cosa que no és d'estranyar donada la mà d'obra requerida, però el treball que va produir va incloure moltes més primeres. La primera carta romanesa en llatí va ser produïda per la premsa, el primer llibre escolar romanès i la primera Bíblia, que estava impresa sobre pell de cabra i tenia una coberta que pesava uns 7 quilograms (15 lliures).
La placa que hi ha sobre l'entrada de l'escola diu: "Aquest antic lloc d'aprenentatge, la primera escola romanesa de tota la Gran Romania, va ser completament reconstruïda en pedra els anys 1595-1597 gràcies al generós regal del príncep Aron de Moldàvia i a través de la cura de aprenent de l'arxipreste Mihai, que es va construir de nou l'any 1761. Florint sota l'escut de l'Església, va servir durant centenars d'anys com a centre d'educació per a joves i adults. I després que es construïssin les escoles primàries més importants i l'escola secundària ortodoxa de Brașov, [funcionà] com a lloc de reunió del consell parroquial i posteriorment va acollir els arxius històrics de l'església de Sant Nicolau. Any 1946".
 